# Blood Meridian
Meridiano de Sangue; ou, O Crepúsculo Vermelho no Oeste é um romance histórico de 1985 do autor americano Cormac McCarthy, classificado no gênero faroeste, ou às vezes antiwestern.
Ambientada na fronteira americana, a narrativa segue um menino fictício do Tennessee conhecido como "o garoto", com a maior parte do texto dedicada às suas experiências com a gangue Glanton, um grupo histórico de caçadores de escalpos que massacraram Índios americanos e outros na fronteira entre os Estados Unidos e o México de 1849 a 1850 em busca de recompensa, prazer sádico e, eventualmente, por hábito niilista. O antagonista é juiz Holden, um membro da gangue fisicamente corpulento, muito educado e quase sobrenaturalmente habilidoso, extremamente pálido e completamente sem pelos.
O romance inicialmente recebeu uma recepção crítica e comercial morna, mas agora se tornou altamente aclamado e é amplamente reconhecido como a obra-prima de McCarthy e um dos maiores romances americanos de todos os tempos. Alguns o rotularam de Grande Romance Americano.

## Personagens

### Personagens principais
- O garoto: A protagonista ou pseudoprotagonista anti-heróico do romance,[5] o garoto é um tennessiano analfabeto cuja mãe morreu no parto. Aos 14 anos, ele foge do pai para o Texas. Diz-se que ele tem disposição para a violência e está envolvido em ações cruéis o tempo todo. Ele assume profissões inerentemente violentas, sendo especificamente recrutado por criminosos violentos, incluindo o Capitão White, e mais tarde por Glanton e sua gangue, garantindo assim a libertação de uma prisão em Chihuahua, no México. O garoto participa de muitos dos ataques de caça ao couro cabeludo da gangue Glanton, mas gradualmente exibe uma fibra moral que acaba por colocá-lo em desacordo com o Juiz. "O garoto" é mais tarde chamada de "o homem" quando adulto.
- Juiz Holden, ou "o juiz": um homem enorme, pálido e sem pelos que muitas vezes parece quase mítico ou sobrenatural. Ele é um poliglota e polímata e um excelente examinador e registrador do mundo natural. Ele é extremamente violento e desviante. Diz-se que ele acompanhou a gangue de Glanton desde que o encontraram sentado sozinho em uma rocha no meio do deserto e os salvou da perseguição dos apaches. É sugerido que ele e Glanton têm algum tipo de pacto. Ele gradualmente se torna o antagonista do garoto após a dissolução da gangue de Glanton, ocasionalmente tendo breves reuniões com o garoto. Ao contrário do resto da gangue, Holden é socialmente refinado e extremamente bem educado; no entanto, ele percebe o mundo como, em última análise, violento, fatalista e sujeito a um ciclo interminável de conquista sangrenta, com a natureza humana e a autonomia definidas pela vontade de violência; ele afirma, em última análise, que "a guerra é deus". Ele se baseia parcialmente no personagem histórico do Juiz Holden.
- John Joel Glanton, ou simplesmente Glanton: o líder americano, ou "capitão", de uma gangue de caçadores de escalpos que assassinam índios e civis e militares mexicanos. Sua história e aparência não foram esclarecidas, exceto que ele é fisicamente pequeno, com cabelos pretos e tem esposa e filho no Texas. Ele é um estrategista inteligente. Sua última grande ação é assumir o controle de uma lucrativa balsa no Rio Colorado, o que acaba levando a uma emboscada dos índios Yuma na qual ele é morto. Ele é baseado parcialmente no personagem histórico de John Joel Glanton.
- Louis Toadvine: Um bandido experiente com quem o garoto briga e depois incendeia um hotel. Toadvine não tem orelhas e sua testa está marcada com as letras H e T (ladrão de cavalos) e F. Ele reaparece inesperadamente como companheiro de cela do garoto na prisão de Chihuahua. A partir daqui, ele negocia mentirosamente a libertação de si mesmo, do garoto e de outro preso na gangue de Glanton. Toadvine não é tão depravado quanto alguns membros da gangue, questionando a matança de inocentes, mas mesmo assim é um criminoso violento. Ele é enforcado em Los Angeles ao lado de David Brown.
- Ben Tobin, “o padre” ou “o ex-padre”: membro da gangue e ex-noviço da Companhia de Jesus. Tobin permanece profundamente religioso. Ele sente um vínculo aparentemente amigável com o garoto e abomina o juiz e sua filosofia. Ele e o juiz gradualmente se tornam grandes inimigos espirituais. Ele sobrevive ao massacre de Yuma pela gangue de Glanton, mas é baleado no pescoço pelo juiz. Ele é visto pela última vez depois de chegar a San Diego com o garoto e sair sozinho em busca de um médico.

### Outros personagens recorrentes
- Capitão White, ou "o capitão": um ex-soldado profissional e supremacista americano que acredita que o México é uma nação sem lei destinada a ser conquistada pelos Estados Unidos. O Capitão White lidera uma companhia de militantes no México junto com o recentemente recrutado "Kid". Após semanas de viagem pelo duro deserto mexicano, a empresa é emboscada por um grupo de guerra Comanche. O Capitão White foge com alguns "oficiais", mas acaba sendo capturado, decapitado e, posteriormente, tem sua cabeça "decapada".
- Bathcat: Nascido no País de Gales, Bathcat foi para a Terra de Van Diemen para caçar aborígenes. Além de um colar de orelhas, sua característica mais notável é um número tatuado na parte interna do antebraço, sugerindo que ele pode ter sido enviado para a colônia como condenado. Ele é morto por nativos americanos durante suas viagens pela Pimería Alta ; um destino que foi previsto durante sua introdução.
- David Brown: Um membro da gangue que usa um colar de orelhas humanas - provavelmente retirado do cadáver de Bathcat. Ele é preso em San Diego e Glanton parece especialmente preocupado em vê-lo libertado. Ele provoca sua própria libertação, mas não retorna para a gangue antes do massacre de Yuma. Ele é enforcado com Toadvine em Los Angeles.
- John Jackson: "John Jackson" é um nome compartilhado por dois homens da gangue de Glanton – um preto e um branco – que se detestam e cujas tensões freqüentemente aumentam quando estão na presença um do outro. Depois de tentar afastar o Jackson negro de uma fogueira com ameaça de violência, "White Jackson" é decapitado. "Black Jackson" assume um papel fundamental na gangue. Embora ainda seja referido por inúmeras calúnias, Jackson é tratado como parte de um “corpo” que não pode ter nenhuma parte morta ou violada, já que o juiz Holden faz de tudo para resgatá-lo após um confronto em uma passagem na montanha.